# Complesso di Re Fahd per l'edizione del Generoso Corano
Il complesso di Re Fahd per l'edizione del Generoso Corano (in arabo: مجمع الملك فهد لطباعة المصحف الشريف; in inglese: King Fahd Complex for the Printing of the Holy Qur'an) è un complesso che si trova a Medina, in Arabia Saudita e che stampa il Corano e sue traduzioni in lingue diverse dall'arabo. Ha pubblicato 55 traduzioni del Corano in 39 lingue.
Il complesso si estende su un'area di 50 000 metri quadrati, contenente uffici, depositi, impianti di stampa, oltre ad alloggi, ristoranti, servizi logistici e una moschea per i 1700 impiegati e per i visitatori.
L'azienda stampa ogni anno circa 10 milioni di copie del Corano (anche se, in caso di necessità, è in grado di stamparne fino a 30 milioni). Dal 1985 ha stampato più di 125 milioni di copie del Corano, che vengono usate da tutti i gruppi dell'Islam. La copia originale è stata scritta dal calligrafo Uthman Taha.
Uno degli scopi principali del complesso è quello di promuovere la daʿwah attraverso le traduzioni del Corano nelle varie lingue del mondo.
Il complesso dipende interamente dal Ministero degli affari islamici dell'Arabia Saudita.

## Produzione
La seguente tabella, aggiornata al 2007, illustra la produzione totale del Complesso:
| Dati di produzione dal 1985 (anno dell'inaugurazione) al 2007 | Dati di produzione dal 1985 (anno dell'inaugurazione) al 2007 |
| ------------------------------------------------------------- | ------------------------------------------------------------- |
| Copie del Corano in arabo                                     | 127.420.423                                                   |
| Audiocassette                                                 | 1.817.129                                                     |
| Traduzioni                                                    | 24.624.813                                                    |
| Parti del Corano                                              | 47.592.277                                                    |
| Libri sulle tradizioni profetiche                             | 210.000                                                       |
| Altri                                                         | 4.668.941                                                     |
| Totale                                                        | 206.333.583                                                   |